# Water Knife
Water Knife (titre original : The Water Knife) est un roman de science-fiction de l'écrivain américain Paolo Bacigalupi publié en 2015 puis traduit en français en 2016.

## Résumé
Dans un futur proche, le dérèglement climatique a entraîné dans de nombreuses régions tempérées du monde l'apparition de sécheresses durables, l'eau y étant devenue par essence une denrée très rare. Dans le Sud-Ouest des États-Unis, la Californie et l'Arizona se déchirent afin d'obtenir des droits d'exploitation du fleuve Colorado. 
Des centres-villes US assoiffés sont remodelés par des ingénieurs chinois écologistes en tours auto-suffisantes.
Les texans migrent comme réfugiés climatiques, ils n'ont plus ni eau ni pétrole.
À coups d'avocats et de procès mais également par l'intermédiaire de milices armées illégales. Angel Velasquez en fait partie : il est un mercenaire employé par Catherine Case, la responsable de la Direction de l’eau du Sud du Nevada. Elle l'envoie à Phoenix, ville à l'agonie depuis la destruction partielle du Central Arizona Project, pour enquêter à propos d'une rumeur d'apparition de très vieux droits d'exploitation du fleuve. Il y rencontre Lucy Monroe, une journaliste indépendante y vivant à demeure et qui suit les affaires de meurtres liés à l'exploitation de l'eau, et Maria Villarosa, une jeune femme originaire du Texas qui survit tant bien que mal dans un environnement où la violence est omniprésente. 
Tout trois vont être amenés à s'entraider pour tenter de se sortir d'un étau se resserrant autour d'eux, la Californie, le Nevada et la mafia locale cherchant tous à récupérer des droits d'exploitation que personne de vivant n'a encore vus.

## Éditions
- The Water Knife, Alfred A. Knopf, 26 mai 2015, 371 p.  (ISBN 978-0-385-35287-1)
- Water Knife, Au diable vauvert, 28 octobre 2016, trad. Sara Doke, 487 p.  (ISBN 979-10-30700-68-8)
- Water Knife, J'ai lu, coll. « Science-fiction » no 12101, 11 avril 2018, trad. Sara Doke, 510 p.  (ISBN 978-2-290-13837-3)